# Johannes Wolff
Johannes Aloysius Wolff (Den Haag, 12 mei 1861 – 1931) was een Nederlandse  violist. Hij was daarbij virtuoos. Hij speelde moeilijke werken alsof ze eenvoudig waren; het omgekeerde was echter soms ook het geval.
Hij was zoon van Henricus Wolff, ambtenaar bij Binnenlandse zaken, en Henrietta Anna Maria van Alphen, zowel vader als moeder waren amateurmusici. Zijn vader, amateurcellist, nam hem mee naar een concert dat Henryk Wieniawski gaf in Den Haag; de jonge Wollf stapte op Wieniawski af: "Ik wil violist worden." Hij had nog nooit een viool vastgehouden.
De eerste muzieklessen kreeg hij aan het Conservatorium van Rotterdam van Jan George Mulder. Daarna volgden onder financiële aanmoediging van koning Willem III der Nederlanden (pensionaire) studies in Dresden. Vervolgens vertrok hij met Johan Smit naar het Conservatorium in Parijs om lessen te volgen van Joseph Massart, die op zich weer een leerling was van Rudolphe Kreutzer. Hij rondde die studie na drie jaar af met Premier prix de violon. Hij was voor langere tijd in Londen gevestigd. Vanaf 1896 gaf hij twee jaar les aan de Guildhall School of Music. Later woonde hij in Parijs.
In het begin van de 20e eeuw speelde hij een aantal concerten met William Henry Squire (cellist). John Singer Sargent legde hem op het doek vast. Wolff had connecties tot aan koningin Victoria van het Verenigd Koninkrijk en tsaar Nicolaas II van Rusland aan toe. In 1911 ontving hij de Eremedaille voor Kunst en Wetenschap verbonden aan de Huisorde van Oranje. Hij werd in 1927 benoemd in het legioen van Eer.
Wolff overleed in 1931, hij is begraven op de cimetière des Gonards in Versailles.
Een aantal componisten droegen werken aan hem op:
- Camille Saint-Saëns zijn Caprice Andalou
- Gabriel Fauré zijn Andante voor viool en piano in Bes majeur opus 75
- Johan Halvorsen zijn Air norvégien
- Benjamin Godard zijn Vioolconcert nr. 2

Een aantal concerten:

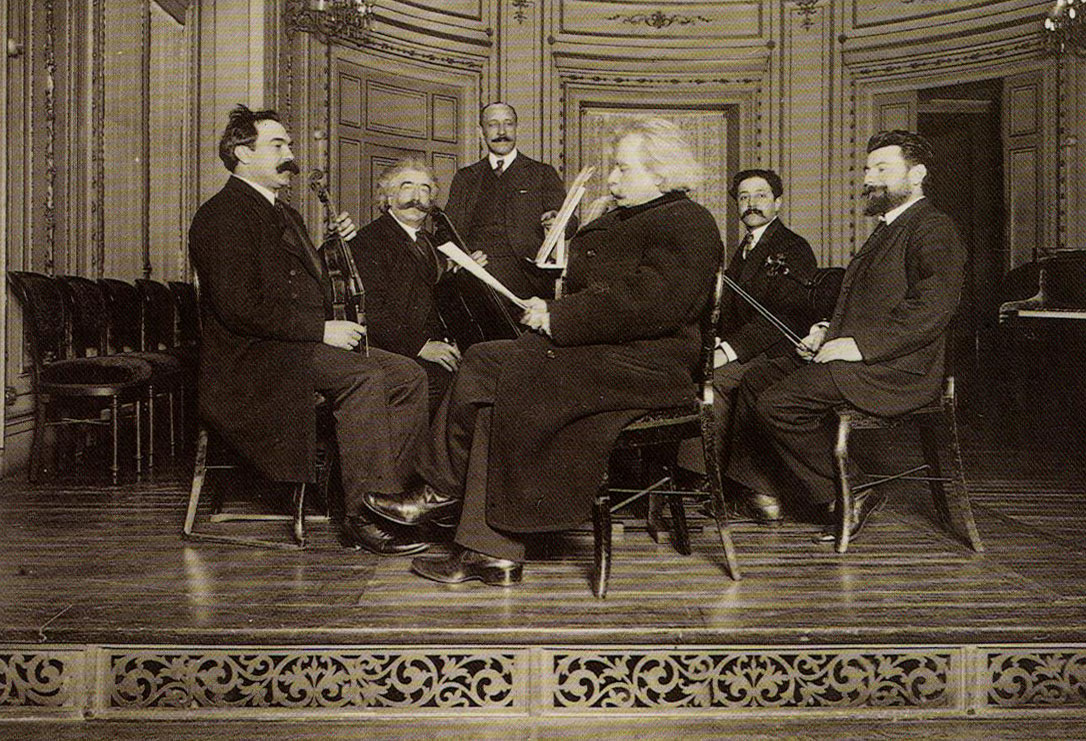
v.l.n.r. Johannes Wolff (viool), Joseph Hollmann (cello), Gustave Lijon (Directeur van Pleyel), Pierre Monteux (altviool), André Dulaurons (viool), Edvard Grieg op de voorgrond.

- 31 oktober 1884: Stavanger met Helene Sontum
- 20 maart 1889: in St James Hall speelde Wolff samen met Edvard Grieg en Nina Hagerup; op het programma de Vioolsonate nr. 3; Grieg was uitermate tevreden met Wolff als violist: Grieg zou gezegd hebben dat Wollf de sonate gedomponeerd had en niet hij.
- 13 juli 1889: Princes' Hall te Londen: een kamermuziekprogramma met Agathe Backer Grøndahl met de derde vioolsonate van Edvard Grieg
- 13 maart 1891: Concertzaal Brødrene Hals te Oslo: Kreuzer Sonate, opnieuw met Backer Grøndahl achter de piano
- 10 april 1892 Faestningens Gymnastiklokale in Oslo: Concert met Helene Sontum achter de piano
- december 1892/januari 1893: Concerten in Boston
- 29 maart 1894: Concertzaal Brødrene Hals: een vioolsonate van Anton Rubinstein met Backer Grøndahl; andere werken begeleid door Helene Sontum
- zomer 1894: een drietal concerten onder de vlag van Wolff Musical Union
- 6 december 1897: Concert met Edvard en Nina Grieg in Windsor Castle; Koningin Victoria was aanwezig
- 1896-1899: zeven optredens in het kader van de Proms in Londen, vaak met werk van Henryk Wieniawski
- 1890-1899: vijf concerten met het Concertgebouworkest onder leiding van achtereenvolgend Willem Kes, Richard Hol en Willem Mengelberg
- 27 april 1903: Salle Pleyel te Parijs: Strijkkwartet op. 27 van Edvard Grieg met Joseph Hollman, André Dulaurens en Pierre Monteux; Grieg's Vioolsonate nr. 3 begeleid door Edvard Grieg zelf achter de piano[6]
- 1903: een aantal concerten speelde hij Air norvégien van Johan Halvorsen (zelf violist).

- Gemeinsame Normdatei: 174154704
- KulturNav: a0a069ea-cf45-4ef0-be11-821ebf6f3bc1
- Library of Congress Control Number: n2018023008
- Virtual International Authority File: 5778152502936210800001
- WorldCat: E39PBJp9tPq6jrD4VDvwtvC84q